# Ford Model Management
Pour les articles homonymes, voir Ford (homonymie).
Ford Model Management, aujourd'hui Ford Models, est une agence de mannequins américaine fondée en 1946 à New York par Eileen et Gerard W. Ford (en) (Jerry).
Elle possède aujourd'hui des bureaux dans une dizaine de villes dans le monde et gère les carrières de 2 000 mannequins sur cinq continents.  
Ford dans sa quête de « physiques exceptionnels » a découvert de nombreuses personnalités qui ont évolué du mannequinat vers les productions audiovisuelles : Sharon Stone, Kim Basinger, Jane Fonda ou plus récemment Jennifer Connelly, Kirsten Dunst, Evangeline Lilly, etc.

## Historique
Après la Seconde Guerre mondiale, Eileen Ford ouvre dans la petite maison de ses parents à Manhattan (New York) ce qui n'est pas encore une « agence de mannequins » mais simplement un « secrétariat de dépannage », au départ pour huit mannequins,. « On aidait juste des amies mannequins à organiser leur agenda de séances photo » précise Eileen Ford. Cette maison hébergera parfois les mannequins. En 1950, Eileen Ford recrute Bettina Graziani, « la Française la plus photographiée de France ». À l'époque, il n'est pas rare que les mannequins gèrent elles-mêmes leur carrière et soient payées tardivement. L'agence introduit dans les années 1960 un système de règlements où les mannequins sont payés d'avance,. Au début des années 1970, l'agence crée les premiers contrats d'exclusivité entre un mannequin et une marque qui se chiffrent en plusieurs millions de dollars,,.
Entretemps John Casablancas fonde en 1971 une agence concurrente Elite Model Management. Dans les années 1970, l'agence Ford se retrouve face à un marché du mannequinat en pleine progression avec l'arrivée d'autres agences comme : Women Management, IMG et DNA, etc.
Ford Model Management organise depuis 1980 le plus ancien concours de mannequins au monde, Ford Models Supermodel of the World, qui attire chaque année plus de 60 000 prétendantes au titre de mannequin. Des finales nationales se déroulent dans chacun des 30 à 40 pays participants avant l'élection de la grande gagnante lors de la finale internationale.
En 1995, après l'ère des Supermodels, c'est la fille cadette des fondateurs, Katie Ford (en), qui succède à ses parents. Elle déplacera le siège de l'entreprise de l'Upper East Side à SoHo, toujours dans New York, et prendra définitivement la direction de l'agence en 2007.
Au début des années 2000, Ford Models se diversifie dans les médias (Ford Media) et dans la promotion d'artistes. Fin 2007, Ford Model Management est vendu à une banque d'investissement. 
Jerry Ford meurt en 2008 et Eileen Ford en 2014,.

## Mannequins
Voici une liste non exhaustive de mannequins qui sont ou ont été sous contrat avec Ford :
- Dorian Leigh[3]
- Suzy Parker[2]
- Jean Shrimpton[2]
- Mary Jane Russell (en)[3]
- Carmen Dell'Orefice[3]
- Tippi Hedren[2]
- Jane Fonda[3]
- Kim Basinger[2]
- Christy Turlington[2]
- Lauren Hutton[2]
- Rene Russo[2]
- Rachel Hunter[2]
- Candice Bergen[2]
- Eva Avila
- Noémie Lenoir
- Melanie Griffith
- Francisco Lachowski
- Brooke Shields[2]
- Bridget Hall
- Jerry Hall[2]
- Susan Sarandon
- Inés Sastre
- Madleen Kane
- Flavia de Oliveira
- Imany
- Christie Brinkley[3]
- Veronica Webb[3]
- Kim Stolz
- Emily Ratajkowski, etc.